# Morgen (oppervlaktemaat)
Een morgen, ook wel morgenlands genoemd, is een oude Europese oppervlaktemaat.
Een morgen is vaak iets minder dan een hectare (10.000 m²) groot. De precieze grootte is echter streekgebonden. Indien de roede 14 à 15 vierkante meter groot was, gingen er 600 roedes in een morgen. Indien men in de streek met grotere roedes van 32 à 33 vierkante meter werkte, gingen er 300 roedes in een morgen.
Met een morgen wordt een gebied aangeduid dat in een ochtend kon worden geploegd. Het is opvallend dat de dagwand (ca. 3300 m²), de Engelse acre (ca. 4000 m²), de Duitse Tagewerk (ca. 3000 m²) en de Franse jour (ca. 3300 m²) aanzienlijk kleiner zijn dan de morgen, ook al verwijzen al deze maten naar de hoeveelheid land die in één dag door een boer met een ossenpaar bewerkt kon worden.

## Nederlandse morgens
- De Amstellandsche morgen is 8129 m²[2]
- De Bildtse morgen is 9200 m²
- De Delflandse morgen is 8515,19 m²[3]
- De Geldersche morgen is 3180 m²[4]
- De Gooise morgen is 9800 m²
- De Bossche morgen is 6 loopense = 300 roede = 120.000 vierkante voet of 9930 m²
- De Veluwse morgen is 9300 m²
- De Waterlandsche morgen is 10770 m²[5]
- De Zijper of Schermer morgen is 8516 m²
- De morgen van de Noord-Duitse Bond is 2500 m², dus een kwart hectare.
- In Zuid-Limburg telde een morgen 5 grote roeden, ofwel 2070 m²

## Vlaamse morgens
In Kasselrij Oudburg en Land van Waas werd ook de morgen(land) gebruikt, maar deze was slechts 3958,82 m² of 0,396 hectare groot (266,5 roeden van 14,85 m²). Doorgaans werd in Vlaanderen eerder het gemet gebruikt. Eén gemet mat afhankelijk van de streek 4380 à 4544 m² (ongeveer de helft van een Nederlandse of Rijnlandse morgen).

## De Rijnlandse morgen
Een Rijnlandse morgen (ca. 8516 vierkante meter) kan worden onderverdeeld in 6 hont, een hont (ook wel 'hond' of 'honderd') in 100 vierkante Rijnlandse roeden, en een roede in 12 x 12 = 144 vierkante voet. In 1806 werd de Rijnlandse morgen de standaardmaat in het Koninkrijk Holland, totdat in 1810 het metrisch stelsel werd ingevoerd.

## Metrieke maat
Tijdens de Franse bezetting werden de regionale verschillen opgeheven. Aanvankelijk verordonneerde Lodewijk Napoleon dat voortaan in heel Nederland de Rijnlandse morgen zou worden gebruikt. In 1810 werd overgeschakeld op de huidige metrieke oppervlaktematen, afgeleid van de meter, en hield de morgen als oppervlaktemaat op te bestaan.

## Toponymie
In Rotterdam bestaat een woonwijk met de naam Honderd en Tien Morgen of 110-Morgen. In 's-Hertogenbosch vindt men een Eerste, Tweede, Derde, Vierde en Vijfde Morgen - allemaal straten - in de wijk Hambaken. De droogmakerij de Wilde Veenen, in het midden van Zuid-Holland wordt ook wel de 'Honderd Morgen' genoemd. Zowel in Westervoort als in Elst heet een straat de 'Halve Morgen', in Soest is een straat in de Boerenstreek die 'Morgen' heet, in Heteren ligt de straat 'Zesmorgen' en in het buitengebied van Vught ligt de Honderdmorgensedijk. 'Morgen' was tot in de 19e eeuw een buurtschap in Heerlerheide. In dorp Hoogland bij Amersfoort bevindt zich de straat 'De Drie Morgen' die is genoemd naar een boerderij. In Zutphen bestaat een Vijfmorgenstraat. Aan de zuidzijde van de Reeuwijkse plassen in Reeuwijk liggen de weg en de buurtschap Twaalfmorgen. Het Friese dorp Sint Annaparochie (voormalige gemeente Het Bildt) heeft een straat genaamd Negenmôrgenspâd (Negenmorgenspad). In Veenendaal is een straat die 'Vijftien Morgen' heet. In de wijk Zilverkamp in Huissen is een boomgaard die ‘Halve Morgen’ heet. Op het voormalig eiland Rozenburg (nu gemeente Rotterdam) ligt de Tienmorgenseweg, als Zuidoostelijke toegangsweg. In Buren (Gelderland) ligt de Achtmorgenstraat.